# Palaeopropithecidae
Die Palaeopropithecidae sind eine ausgestorbene Familie von Primaten, die bis vor rund 500 bis 1000 Jahren auf Madagaskar lebte. Sie werden heute meist als eigenständige Familie der Lemuren klassifiziert, früher galten sie als Palaeopropithecinae als Unterfamilie der Indriartigen (Indriidae). Sie wiesen in ihrem Körperbau und vermutlich auch in ihrer Lebensweise Ähnlichkeiten mit den Faultieren auf und werden gelegentlich als „Faultier-Lemuren“ bezeichnet.
Die Palaeopropithecidae waren mittel- bis sehr große (10 bis 200 Kilogramm) Primaten, sie hatten einen schwer gebauten Schädel, pro Kieferhälfte besaßen sie nur einen unteren Schneidezahn. Ihre Zahnformel lautete 2-1-2-3/1-1-2-3, genau wie bei ihren nächsten lebenden Verwandten, den Indriartigen. Die zum Schneiden geeigneten Höcker der Backenzähne deuten an, dass sie sich hauptsächlich von Blättern ernährten.
Die Gliedmaßen waren kräftig, wobei die Vorderbeine deutlich länger als die Hinterbeine waren. Aus dem Bewegungsapparat schließt man, dass ihre Körperhaltung und Fortbewegung suspensorisch, das heißt wie die heutigen Faultiere nach unten hängend war. Vermutlich waren auch ihre Bewegungen langsam und gemächlich.
Die gefundenen subfossilen Überreste dieser Tiere waren 1000 bis 8000 Jahre alt, vermutlich sind sie spätestens vor rund 500 Jahren ausgestorben. Der Hauptgrund für ihr Aussterben war die Bejagung. Ihre Heimat Madagaskar wurde erst vor rund 1500 Jahren von Menschen besiedelt, und die großen, langsamen Tiere dürften ein leichtes Ziel für Jäger gewesen sein. Möglicherweise haben auch klimatische Veränderungen (Trockenperioden mit damit verbundenem Rückgang der Wälder) ihren Niedergang beschleunigt. In der madagassischen Mystik gibt es ein Tier, das Tretretretre genannt wird und möglicherweise auf einen Vertreter dieser Familie zurückzuführen ist.
Heute sind vier Gattungen der Palaeopropithecidae bekannt:
- Mesopropithecus war mit rund 10 Kilogramm Gewicht die kleinste Gattung.
- Babakotia war etwas schwerer und erreichte rund 15 bis 20 Kilogramm Gewicht.
- Palaeopropithecus war mit 40 bis 60 Kilogramm deutlich schwerer und wohl die größte baumbewohnende Gattung dieser Gruppe.
- Archaeoindris war mit bis zu 200 Kilogramm der größte bislang bekannte Feuchtnasenprimat. Vermutlich lebte die Gattung größtenteils am Boden, sie zeigt bemerkenswerte Konvergenzen zu den bodenbewohnenden Riesenfaultieren Amerikas.